# Conus thevenardensis
Espèce
Statut de conservation UICN

 VU D2 : Vulnérable
Conus thevenardensis est une espèce de mollusques gastéropodes marins de la famille des Conidae.
Comme toutes les espèces du genre Conus, ces escargots sont prédateurs et venimeux. Ils sont capables de « piquer » les humains et doivent donc être manipulés avec précaution, voire pas du tout.

## Description
La taille de la coquille varie entre 27 mm et 61 mm.

## Distribution
Cette espèce marine est endémique à l'Australie et se trouve au large de îles Thevenard Island, l'Australie-Occidentale.

### Niveau de risque d’extinction de l’espèce
Selon l'analyse de l'UICN réalisée en 2011 pour la définition du niveau de risque d'extinction, cette espèce est endémique à l'île Thevenard, en Australie, où elle se trouve dans un seul endroit avec un AOO de 180 km2. La bathymétrie précise n'a pas été trouvée dans la littérature, mais il est indiqué qu'il s'agit d'une espèce d'eau peu profonde, probablement sur les îles autour d'Onslow. Elle n'est connue que d'un seul endroit. Cette espèce est considérée comme rare. L'habitat peut être fragmenté par une grande installation pétrolière (voir ci-dessous). Cependant, le fait qu'il s'agisse d'une réserve naturelle 1a de l'UICN, à la fois terrestre et marine (www.protectedplanet.net), devrait apporter une certaine atténuation. Cette espèce est limitée à une seule île qui est également la base d'un grand réservoir de pétrole brut, ce qui pourrait poser un risque significatif en cas de rupture d'un réservoir de stockage ou d'un autre incident majeur. La présence d'une installation touristique peut constituer un risque supplémentaire, car cette espèce vit dans la zone intertidale. Dans les prochaines années, un grand projet de dragage sera entrepris comme canal de navigation vers Onslow. Dans le futur, c'est-à-dire d'ici 2100, cette espèce, comme tous les mollusques marins, pourrait être affectée par l'acidification des océans. Compte tenu de l'aire de répartition peu profonde de cette espèce, elle est très sensible aux cyclones, qui peuvent devenir plus fréquents avec les changements dans le climat et les modèles météorologiques.Comme elle n'est connue que d'un seul endroit avec un AOO de 180 km2 et les menaces très plausibles dans le futur qui pourraient avoir des impacts drastiques sur la population, elle est inscrite comme Vulnérable D2.

## Taxonomie

### Publication originale
L'espèce Conus thevenardensis a été décrite pour la première fois en 1987 par le malacologiste américain António José da Motta (d) dans « La Conchiglia »,.

### Synonymes
- Conus (Splinoconus) thevenardensis da Motta, 1987 · appellation alternative
- Kioconus (Ongoconus) thevenardensis (da Motta, 1987) · non accepté